# 飛鳥川 (大阪府)
飛鳥川（あすかがわ）は、大阪府南河内郡太子町から同府羽曳野市へと流れる大和川水系の一級河川。石川の支流。

## 流域
太子町大字山田の神山付近を水源とし、ほぼ全域が国道166号（竹内街道）に沿って北西方向へ流れ、途中の羽曳野市飛鳥では集落の中を国道に張り付くように流れる。羽曳野市川向で石川に合流する。
飛鳥川沿岸の地域は通称「河内飛鳥（近つ飛鳥）」とよばれる。
大阪府
南河内郡太子町、羽曳野市

## 支流
- 山ン谷川
- 唐川

## 並行する交通
- 国道166号（竹内街道）